# ويليام هارتمان
ويليام هارتمان (بالإنجليزية: William Hartman)‏ هو سياسي أمريكي، ولد في 4 أبريل 1938 في إلكينز في الولايات المتحدة. حزبياً، نشط في الحزب الديمقراطي.